# Norteña
La música norteña (o simplemente norteña/norteño) es un subgénero de la música regional mexicana. El género es popular tanto en México como en Estados Unidos, especialmente entre la comunidad mexicana y mexico-estadounidense. Aunque es originario de zonas rurales, el norteño es popular tanto en zonas urbanas como rurales.
Fue desarrollada en la primera mitad del siglo XX, en Tamaulipas, Nuevo León y el sur de Texas, adaptando canciones y piezas instrumentales tanto mexicanas y como locales del norte del país, así como piezas europeas. En los años cincuenta se expandió el conjunto norteño a Chihuahua, Sonora, Baja California, Coahuila y Durango, y posteriormente a todo el país, debido a la migración de músicos y a la radio.
Una agrupación norteña tradicional consiste en una instrumentación de acordeón y bajo sexto (dicha combinación de estos dos instrumentos es conocida como fara-fara en algunas regiones), con adición de tololoche y tarola. Desde la década de 1970, agrupaciones más modernas suelen emplear bajo eléctrico y batería en lugar del tradicional tololoche y tarola. La combinación de los 4 instrumentos clásicos (acordeón, bajo sexto, tololoche y tarola) es conocida también como chirrin o chirrines en algunas regiones. Algunas agrupaciones usan bajo quinto en lugar de bajo sexto.

## Historia

### Antecedentes
El emperador Maximiliano I trajo la música europea a México durante su reinado (a partir de 1863) en el Segundo Imperio Mexicano. En 1864, había acumulado bandas de música y músicos para entretenerlo. En 1867, la República Mexicana ejecutó a Maximiliano, poniendo así fin al imperio austríaco en México. Muchos de los ex soldados y compatriotas de Maximiliano huyeron al norte y se dispersaron en lo que hoy es el suroeste de Estados Unidos. 

### Orígenes
El origen de la música norteña, según opiniones de estudiosos en este género musical, data de los tiempos del Virreinato, aunque aún no existía el acordeón ni el bajo sexto como instrumentos en los grupos que tocaban música popular. Después de la Independencia, este estilo de música se fue extendiendo por el norte de México, y era muy común bailar al ritmo de sus canciones en fiestas, fandangos y festividades de los pueblos. A finales del siglo XIX, los inmigrantes bohemios y checos que se establecieron en el norte de la República Mexicana y al sur de los Estados Unidos aportaron los géneros musicales de sus tierras como la redova y la varsoviana; de esta manera, fue que se introdujo el acordeón y el ritmo de la polka a la música popular que ya existía en nuestro país.
Fue entonces que la música norteña se desarrolló a partir de una combinación de tradiciones orales y musicales mexicanas, instrumentación de bandas de guerra militares y estilos musicales como la polca y el vals.

### Evolución
Los finales de los años 1910 y 1920 fueron la época dorada del corrido, una forma de balada. Mexicanos de ambos lados de la frontera llegaron a San Antonio, Texas, para grabar en hoteles.Sus canciones conmemoran la revolución política mexicana de la época. Los Alegres de Terán y Los Donneños estuvieron entre las primeras bandas norteñas. Más adelante, el género se volvió más comercial con las obras de Los Relámpagos del Norte y otros grupos. Bandas más recientes como Intocable, Grupo La Firma, Duelo integran elementos de la música rock y otros estilos populares.
Cabe destacar que la polka en México, ya se componía e interpretaba en diversas zonas del país, antes del desarrollo del conjunto norteño. Como ejemplo, se tiene uno de los primeros temas populares, "Las bicicletas", una polka tradicional de la capital de México, publicada en 1893, obra del músico Salvador Morlet. Se tienen registradas polkas oaxaqueñas de principios del siglo XX. Los schotiz también forma parte del repertorio como es el caso de El Carrejo de Narciso Martínez.
A mediados del siglo XX, a consecuencia de la migración masiva de personas del medio rural a las ciudades en crecimiento, se presentó un fenómeno de divulgación de tal género en las grandes ciudades de todo México, provocando un crecimiento en el gusto de la misma, tanto es así que ahora se pueden ver grupos norteños en zonas bajas, que aunque no son originarios de dichos estados, son considerados como elementos culturales adoptados, como lo es Sinaloa, Nayarit, Jalisco, Guanajuato, Querétaro y hasta lugares lejanos del norte como lo son Michoacán, Guerrero y Oaxaca.

## Representantes más populares
Algunos de los artistas más populares de la música norteña incluyen a Los Alegres de Terán (agrupación pionera en elevar el género a nivel internacional), Los Relámpagos del Norte, Vagón Chicano, Carlos y José, Los Cadetes de Linares, Ramón Ayala y Los Bravos del Norte, Los Tigres del Norte, Los Cachorros de Juan Villarreal, Los Invasores de Nuevo León, Los Cardenales de Nuevo León, Los Tucanes de Tijuana, Conjunto Primavera, Los Huracanes del Norte, Los Traileros del Norte, Los Hermanos Vega, Los Originales de San Juan, El Poder del Norte, Palomo, Grupo La Firma, Grupo Pesado, Duelo, Los Rieleros del Norte e Intocable. Las estaciones de radio locales han continuado siendo una influencia importante en la popularización del norteño en la comunidad mexicana y mexicano-estadounidense.
Aunque han surgido agrupaciones que le han dado un toque moderno como es el caso de Grupo Frontera, Legado 7, siGGno y Alfredo Olivas, por mencionar algunos artistas.

## Repertorio
Ritmos más usados:
Vocal:
- Cumbia (2/4) - "La Yaquesita"
- Ranchera (2/4) - "Carta abierta"
- Paso doble (4/4) - "El baile del diablo"
- Ranchera lenta (2/4) - "Me lo contaron ayer"
- Ranchera vals (3/4) - "Tragos amargos"
- Corrido polka (2/4) - "Contrabando y traición"
- Corrido vals (3/4) - "Gerardo González"
- Corrido mazurca (6/8) - "Catarino y los rurales"
- Corrido tarantela (6/8) - "Mi amigo el de arriba"
- Bolero (4/4) - "Mi tesoro"

Instrumental:
- Huapango norteño (6/8) - "El texanito", "El Mezquitón"
- Polka (2/4) - "El Circo"
- Chotis (4/4) - "El Cerro de la Silla"
- Redova (3/4) - "De China a Bravo"

## Géneros similares

### Norteño-banda
El Norteño-banda, también conocido como bandeño, es la mezcla del acordeón con el sousafon (tuba), en lugar del bajo eléctrico; conocido como la mezcla del norteño y la banda sinaloense juntos. Fue establecido a principios de los 2000 en Sinaloa y su popularidad se extendió a otras partes de México a finales de esa misma década. Principalmente en el resto del pacífico y el centro del país. Otros variantes del norteño-banda es la mezcla del acordeón con charchetas y tololoche, y acordeón con tuba y charchetas, más una batería. 
Artistas dentro del norteño-banda incluyen a Fidel Rueda, Julión Álvarez, Larry Hernández, El Komander, Gerardo Ortiz, Régulo Caro, Alfredo Olivas, Calibre 50, Voz de Mando, Revólver Cannabis, Roberto Junior y su Bandeño, Colmillo Norteño, Códifo FN, Javier Rosas y su Artillería Pesada, Los Gfez, entre otros.
- Acordeón
- Bajo quinto o Bajo sexto
- Tuba
- Charchetas
- Batería o Tarolas
- Tololoche

### Norteño-sax
Históricamente, el saxofón alto ha sido un instrumento opcional en la música norteña tradicional. Sin embargo, han sido numerosos artistas qué lo han enfatizado como su instrumento principal. Este subgénero se compone básicamente de los mismos instrumentos que el norteño tradicional. Su característica es el saxofón y acordeón ejecutando en primera voz y en segunda voz respectivamente. El uso de la tarola en gran parte de la ejecución del ritmo se reduce a solamente tocar con aro en las rancheras y los corridos. El norteño-sax o norteño con sax es popular en varios estados mexicanos. Principalmente, en áreas sin litoral; especialmente Chihuahua, Coahuila, Durango, Zacatecas y San Luis Potosí.
Algunos de los primeros artistas famosos en las décadas de 1950 y 1960 son Los Rancheritos del Topo Chico, Los Gorriones del Topo Chico, Los Montañeses del Álamo, Eulalio González "El Piporro", Los Coyotes del Bravo, y luego artistas en las décadas de 1970 a 1990 como Lorenzo de Monteclaro, Conjunto Río Grande, Conjunto Primavera, Los Rieleros del Norte, Conjunto Agua Azul, Los Jilgueros del Arroyo, Los Norteños de Ojinaga, Pepe Tovar y Los Chacales, Polo Urías y su Máquina Norteña, y Los Pescadores del Río Conchos. Artistas más recientes de surgir en las décadas de los 2000 a 2020 incluyen a La Maquinaria Norteña, La Furia del Bravo, Conjunto Nube, Grupo Legítimo, La Energía Norteña, La Fiera de Ojinaga, La Zenda Norteña, Geru y su Legión 7, La Pócima Norteña, Los Primos del Este, entre otros. 
El género duro muchos años para recibir nombre propio. No fue hasta principios de los años 2010 cuando usuarios en YouTube estaban subiendo mezclas de canciones con el título de "norteño-sax". Esto se hizo por una razón práctica: para diferenciar el estilo con el norteño tradicional de acordeón y el estilo norteño-banda. Este último era novedad en aquel entonces. Algunas agrupaciones del norteño-sax tienen influencia del estilo grupero y utilizan teclado electrónico para sus baladas y cumbias románticas.

### Sierreño
Cantar rancheras, corridos y boleros acompañado de guitarras acústicas data de hace mucho tiempo. Sin embargo, no fue hasta los años 1980 cuando se empezó a tomar fuerza un movimiento de agrupaciones de guitarras de manera notable. La música del dueto Bertín y Lalo de Guerrero se estaba popularizado bastante en Sinaloa. La formación instrumental de dicho dúo consistió en sus voces y un requinto, seguido por una guitarra clásica. Agregaron un bajo eléctrico muchos años después. Bertín y Lalo inspiraron el inicio de varios dúos de guitarras en Sinaloa más o menos al mismo tiempo, comenzando con Los Dos de la Sierra y Miguel y Miguel. El último de los cuales reemplazó el requinto con una guitarra de doce cuerdas (también conocida como docerola) y la guitarra clásica con una guitarra de seis cuerdas.
Algunas agrupaciones de guitarras surgieron en la década de 1990 y siguieron la fórmula instrumental de Miguel y Miguel, como Los Cuates de Sinaloa y Los Diamantes de Sinaloa. Sin embargo, algunas agrupaciones reemplazaron la docerola con un acordeón, como Los Llaneros de Guamúchil, Los Alteños de la Sierra, Los Ciclones del Arroyo y Los Alegres de la Sierra. Esto causó que por un tiempo, algunas personas confundieran al género con el estilo norteño. En la década de 2000, agrupaciones como Los Valle de Chihuahua eligieron un saxofón alto como instrumento principal en lugar de una docerola o acordeón.
Desde la década de 1990, agrupaciones de Guerrero y el suroeste de México en general como Los Armadillos de la Sierra, Impacto Sierreño y Dueto Dos Rosas han hecho que su estilo suene más cercano al estilo de Bertín y Lalo con guitarras acústicas de seis cuerdas, guitarras clásicas y bajos. 
Pasando los años, además de rancheras, corridos y boleros, las agrupaciones de guitarras agregaron cumbias, charangas, huapangos, polkas, valses, mazurkas y baladas a sus repertorios.
Por muchos años, el género no tuvo nombre propio. Se conocía simplemente cómo "música de guitarras", "música ranchera" o "música campirana". No fue hasta los años 2000 cuando se empezó a usar el término “música sierreña” o "sierreño" para este género en parte porque varias de las agrupaciones de guitarras agropecuarias antiguas provenían de zonas sierreñas, y el nombre quedó adaptado.
En la actualidad, el sierreño es popular principalmente en los estados mexicanos del pacífico y centro y en áreas de Estados Unidos con altas poblaciones mexicanas de dichas regiones. La instrumentación también es regional. Las agrupaciones del noroeste usan docerola, guitarra de seis cuerdas y bajo eléctrico. Algunas agrupaciones usan bajo acústico o tololoche en lugar del bajo eléctrico. Mientras tanto las agrupaciones del suroeste usan guitarras acústicas, guitarras clásicas y bajo eléctrico. A diferencia del norteño, el sierreño tradicionalmente no incluye batería.

### Sierreño-banda
Empezando en la década de 1990, algunos grupos sierreños en Sinaloa empezaron a reemplazar el bajo con un sousafón (tuba) para las notas graves de la música. El Canelo de Sinaloa y Los Dos del Sitio fue la primera agrupación en hacerlo. Igual cómo el norteño-banda, su popularidad se expandió a finales de los años 2000 en el resto del pacífico y centro de México. Otras variaciones del sierreño-banda es la mezcla de docerola, guitarra de doce cuerdas y tololoche acompañados por charchetas, y docerola y guitarra de seis cuerdas acompañados por una banda completa.
Otros artistas en esta categoría incluyen a Jesús Ojeda y sus Parientes, El Tigrillo Palma, Los Plebes del Rancho de Ariel Camacho, Justin Sierreño MX, Los de La Noria, Alta Consigna, Jovanny Cadena y su Estilo Privado, Virlán García, Ulices Chaidez, Crecer Germán, Los Perdidos de Sinaloa, Marca MP, entre otros.

## Variaciones regionales
- Norteño del Noreste: El estilo norteño más tradicional. Principalmente popular en los estados del noreste y centro de México, y en áreas de Estados Unidos con altas poblaciones mexicanas de dichas regiones.

- Norteño del Pacífico: Usa los mismos instrumentos tradicionales del estilo noreste, pero se toca de una manera más tosca; en parte debido a la influencia de la banda sinaloense. Incluso, algunas agrupaciones usan acordeón de teclas en lugar del tradicional acordeón de botones. Principalmente popular en los estados mexicanos que bordean el Océano Pacífico y también en el centro de México, y en áreas de Estados Unidos con altas poblaciones mexicanas de dichas regiones.

- ‘Norteño-sax’: Principalmente popular en los estados sin litoral de México y en áreas de Estados Unidos con altas poblaciones mexicanas de dichas regiones.

- 'Norteño-banda': Principalmente popular en los estados del pacífico y centro de México, y en áreas de Estados Unidos con altas poblaciones mexicanas de dichas regiones.